# Кальниченко, Стефан Артемьевич
Сте́фан Арте́мьевич Кальниче́нко (16 октября 1911 — 9 сентября 1993) — советский военачальник, генерал-майор артиллерии, участник Великой Отечественной войны.

## Биография
Родился 16 октября 1911 года в селе Бельковцы (ныне — Коростышевский район Житомирской области Украины).
В 1932 году окончил Коростышевский педагогический техникум, после чего добровольцем поступил на службу в Рабоче-Крестьянскую Красную Армию. В 1935 году окончил Киевскую артиллерийскую школу. Служил на командных и штабных должностях в различных войсковых частях. В 1937 году окончил курсы командиров батарей зенитной артиллерии, в 1941 году ускоренным курсом — факультет противовоздушной обороны Военной академии имени М. В. Фрунзе.
В начале Великой Отечественной войны Кальниченко был назначен командиром 528-го отдельного зенитно-артиллерийского дивизиона. В тяжёлых сражениях на Западном фронте вверенное ему подразделение понесло большие потери и было отведено в тыл на переформирование. Участвовал в битве за Москву и Торопецко-Холмской наступательной операции, будучи командиром 615-го отдельного зенитно-артиллерийского дивизиона 332-й стрелковой дивизии. С июля 1942 года Кальниченко командовал 235-м отдельным зенитно-артиллерийским полком Резерва Главного Командования. Участвовал в Сталинградской битве, в ноябре 1942 года принял командование над 18-й зенитно-артиллерийской дивизией. В короткий срок он сформировал её из нескольких отдельных полков Донского фронта и во главе её участвовал в разгроме 6-й армии генерала Ф. Паулюса. В дальнейшем участвовал в освобождении Донбасса, Украинской ССР, Крыма, Польши, Берлинской операции.
После окончания войны продолжал службу в Советской Армии. В 1948 году окончил Высшие академические артиллерийские курсы при Военной артиллерийской академии имени Ф. Э. Дзержинского. Командовал зенитно-артиллерийской дивизией, затем был заместителем по зенитной артиллерии командующего артиллерией Уральского военного округа, начальником войск ПВО того же округа.
В июле 1968 года в звании генерал-майора артиллерии был уволен в запас. Проживал в городе Свердловске.
Умер 9 сентября 1993 года. Похоронен на Восточном кладбище Екатеринбурга.

## Награды
- 3 ордена Красного Знамени (30 марта 1942 года, 19 марта 1943 года, 30 апреля 1954 года);
- Орден Кутузова 2-й степени (6 апреля 1945 года);
- Орден Отечественной войны 1-й степени (18 января 1944 года);
- Орден Красной Звезды (6 ноября 1947 года);
- Медали «За боевые заслуги» (3 ноября 1944 года), «За оборону Москвы» и другие медали.